# 阿姆鲁·本·阿斯
阿姆鲁·本·阿斯·塞赫米（阿拉伯语：‎，羅馬化：ʿAmr ibn al-ʿĀṣ al-Sahmī; 约573年—664年) ，简称阿姆鲁·本·阿斯，又译作阿慕尔·本·阿绥，是一位穆斯林，曾率阿拉伯军队征服埃及，并在640-646年与658-664年两度担任埃及总督。阿姆鲁出身古来氏部落，约于629年皈依伊斯兰教，随后穆罕默德指派他在穆斯林社群中担任重要职务。哈里发阿布·伯克尔任命阿姆鲁为征服叙利亚的指挥官之一，他带兵攻占巴勒斯坦大部，并被任命为当地的长官，随后他又参与了634年的阿季奈迪恩战役和636年的雅尔穆克战役，在这两次战役中，阿拉伯军取得了对拜占庭帝国的决定性胜利。
639年底，阿姆鲁主动请缨攻打埃及，取得了对拜占庭人的数场胜利，641或642年，埃及首府亚历山大投降，征服胜利结束，从此以后直到今天，埃及都由穆斯林统治。随后阿姆鲁发动了向西的远征，兵锋抵达利比亚的的黎波里。在与拜占庭埃及总督居鲁士签订的条约中，阿姆鲁保证了埃及人民的安全，并向非穆斯林成年男子征收人头税。他保留了以本地科普特人为主的官僚体系，与科普特牧首本雅明保持良好的关系。他建立福斯塔特作为穆斯林埃及的首府，在新城中心建立了后来以他的名字命名的清真寺。阿姆鲁相对独立地统治埃及，积攒了大量财富，并以此维护阿拉伯人征服者的利益，但哈里发奥斯曼在646年将阿姆鲁解职。 
被解职后，阿姆鲁煽动埃及人反对哈里发，来自埃及的叛乱分子最终刺杀了奥斯曼，但这时他却与这些人保持距离。随后第一次穆斯林内战爆发，阿姆鲁与叙利亚总督穆阿维叶联合，共同反对哈里发阿里。阿姆鲁作为穆阿维叶的代表参加了与阿里的和平谈判，成功削弱了阿里的势力。之后，他从阿里的支持者手中夺回了埃及的统治权，再次担任总督。661年，穆阿维叶建立倭马亚王朝后，继续让阿姆鲁统治埃及，直到他于664年去世。

## 早期生涯
阿姆鲁·本·阿斯出生于约573年，他的父亲阿斯·本·瓦利出身麦加古来氏部落中的沙姆氏族，是一位富有的地主。他的母亲名叫纳比加·宾特·哈麦拉，出身阿纳扎部落贾莱氏族（Banu Jallan）。她实际是一个俘虏，古来氏中几名成员都曾买下她，其中包括阿姆鲁的父亲。因此，阿姆鲁有几个同母异父的兄弟姐妹：阿迪氏族的阿姆鲁·本·阿塔萨（Amr ibn Atatha）、菲赫尔氏族的乌克巴·本·纳菲，以及阿布·沙姆氏族的一位女性。在传统描述中，阿姆鲁手臂很长，肩膀低而宽，有一个大脑袋，额头和嘴都很宽，胡子很长。
约622年，他的父亲去世，留给他一座位于塔伊夫附近的庄园兼葡萄园，利润十分丰厚。
关于阿姆鲁皈依伊斯兰教的时间，不同的记载有不同的说法，最可信的说法称，他在629或630年，即穆罕默德征服麦加（630年）前不久，与哈立德·本·瓦利德和乌斯曼·本·塔尔赫一起皈依。另外，阿姆鲁的四世孙阿姆鲁·本·舒阿布（Amr ibn Shu'ayb）称，阿姆鲁是在国王阿尔玛赫的见证下在阿克苏姆皈依的，并于628年在麦地那与刚结束海巴尔战役的穆罕默德会面。1176年，历史学家伊本·阿萨基尔引用一份文件指出，阿姆鲁皈依的主要理由是赎罪，但积极参与政治事务也是他的一大目的。
629年10月，穆罕默德命令阿姆鲁带兵突袭代特·斯莱绥尔（Dhatas Salasil），此地位于汉志北部。这次进攻的目的仍不清楚，据历史学家弗雷德·唐纳的推测，可能是打击受拜占庭帝国支持的几个敌对部落，但9世纪历史学家伊本·希夏姆认为阿姆鲁的目标是团结这些部落，共同对拜占庭发动战争。此地生活的部族包括库杜阿部落和巴希部落，阿姆鲁可能受命在库杜阿部落中的巴尔盖氏族及巴希部落中招募战士。阿姆鲁的祖母来自巴希部落，这可能是穆罕默德任命他为指挥官的原因。突袭之后，巴希部落的一部分人皈依伊斯兰教，同时为了巩固关系，阿姆鲁从巴希部落中娶了一个女子，后与她生下儿子穆罕默德。
之后阿姆鲁被任命为阿曼总督，直到632年先知去世。几个部落随即背叛麦地那的穆斯林政权，其中包括库杜阿部落和巴希部落的一个分支。哈里发阿布·伯克尔派遣阿姆鲁去平定这两个部落，在将军舒拉比·本·哈萨纳的支援下，阿姆鲁完成了任务，安定了哈里发国的北部边疆。

## 征服叙利亚与巴勒斯坦
633年，四位穆斯林将领奉命进攻叙利亚，阿姆鲁就是其中之一，他进攻的重点是巴勒斯坦，因此哈里发阿布·伯克尔提前任命他为巴勒斯坦长官。作为一个商人，阿姆鲁可能相当熟悉从麦加到加沙的商路。他沿着希贾兹（汉志）海岸线行军，到达已于630年被穆斯林占领的艾拉（今亚喀巴），然后进入内盖夫沙漠，也可能是穿过西奈半岛。穿过沙漠后，他在加沙附近的两个村子达辛（Dathin）和巴丹（Badan）与拜占庭帝国的加沙指挥官会谈，谈判很快破裂，634年2月4日，阿姆鲁击败了敌军，史称达辛战役，胜利后，他在阿拉伯谷地中部的盖穆尔·阿拉巴特（今措法尔）建立营地。9世纪历史学家瓦基迪认为，阿姆鲁的军队大约有3千人，以迁士和辅士为主，另一位历史学家伊本·阿萨姆则认为阿穆鲁军队由3300名古来氏骑兵与其他盟军组成，其中1700人来自苏莱姆氏族，200人来自也门的马兹阿希杰部落。现代历史学家菲利普·迈尔森（Philip Mayerson）认为这两个数字都有夸大，但这仍是有史以来在南巴勒斯坦集结的最大规模的阿拉伯军队。
634年2-3月，阿姆鲁征服了加沙周围地区，7月开始包围巴勒斯坦首府凯撒利亚。这时拜占庭帝国增援部队到达，阿姆鲁放弃围城，与在叙利亚的其他部队会合，“真主之剑”哈立德也奉命前来支援叙利亚战事；会合后的穆斯林军队超过2万，由阿姆鲁或哈立德统帅，在7-8月的阿季奈迪恩战役中打败拜占庭军，这也是穆斯林与拜占庭帝国之间的第一场重要战役。战后，阿姆鲁开始攻打巴勒斯坦各城镇，拜特·吉布林、伊布纳、阿穆瓦斯、塞巴斯蒂亚、卢德、纳布卢斯和雅法等地都被他攻占。因为这些地区大多没做什么抵抗，历史上没有太多关于这些战斗的信息。哈里发欧麦尔随后正式任命阿姆鲁为腓力斯丁军事区（即巴勒斯坦）长官。

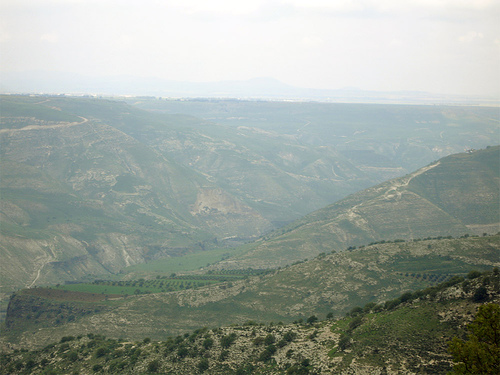
雅尔穆克河谷，636年穆斯林军在此决定性地击败了拜占庭军

穆斯林向北追赶拜占庭军，在佩拉包围他们四个月，这时穆斯林军队的指挥权可能在哈立德或阿布·乌拜达手里，无论如何，在634年12月或635年1月的法尔战役中，拜占庭军再次被击败。之后，阿姆鲁和另一位将领舒拉比·本·哈萨可能被派去攻打贝特谢安，此城只做了轻微的抵抗就宣布投降。在法尔战役和阿季奈迪恩战役中幸存的拜占庭军逃到大马士革，穆斯林军很快包围了这座城市，每位指挥官都被派去进攻一座城门，阿姆鲁负责的是多马之门。635年8或9月，守军投降，阿姆鲁在城内购置了数处住宅。
一连串的失败后，拜占庭皇帝希拉克略组织了一支大军来对抗穆斯林军，636年8月，两军在雅尔穆克河谷决战，战斗中，阿姆鲁担任穆斯林军右翼指挥，顽强地抵挡住了拜占庭军的进攻，发挥了关键的作用，最终穆斯林军取得了完全胜利，剩余的叙利亚土地成为阿拉伯人的囊中之物。战后，阿姆鲁参加了阿布·乌拜达指挥的耶路撒冷围城战，阿姆鲁已在那里预先布下一支部队，但守军直到哈里发欧麦尔亲自前来谈判后才投降。阿姆鲁见证了投降合约《欧麦尔条约》的签订，之后返回巴勒斯坦，攻占了加沙城。

## 征服埃及与担任总督

### 征服埃及

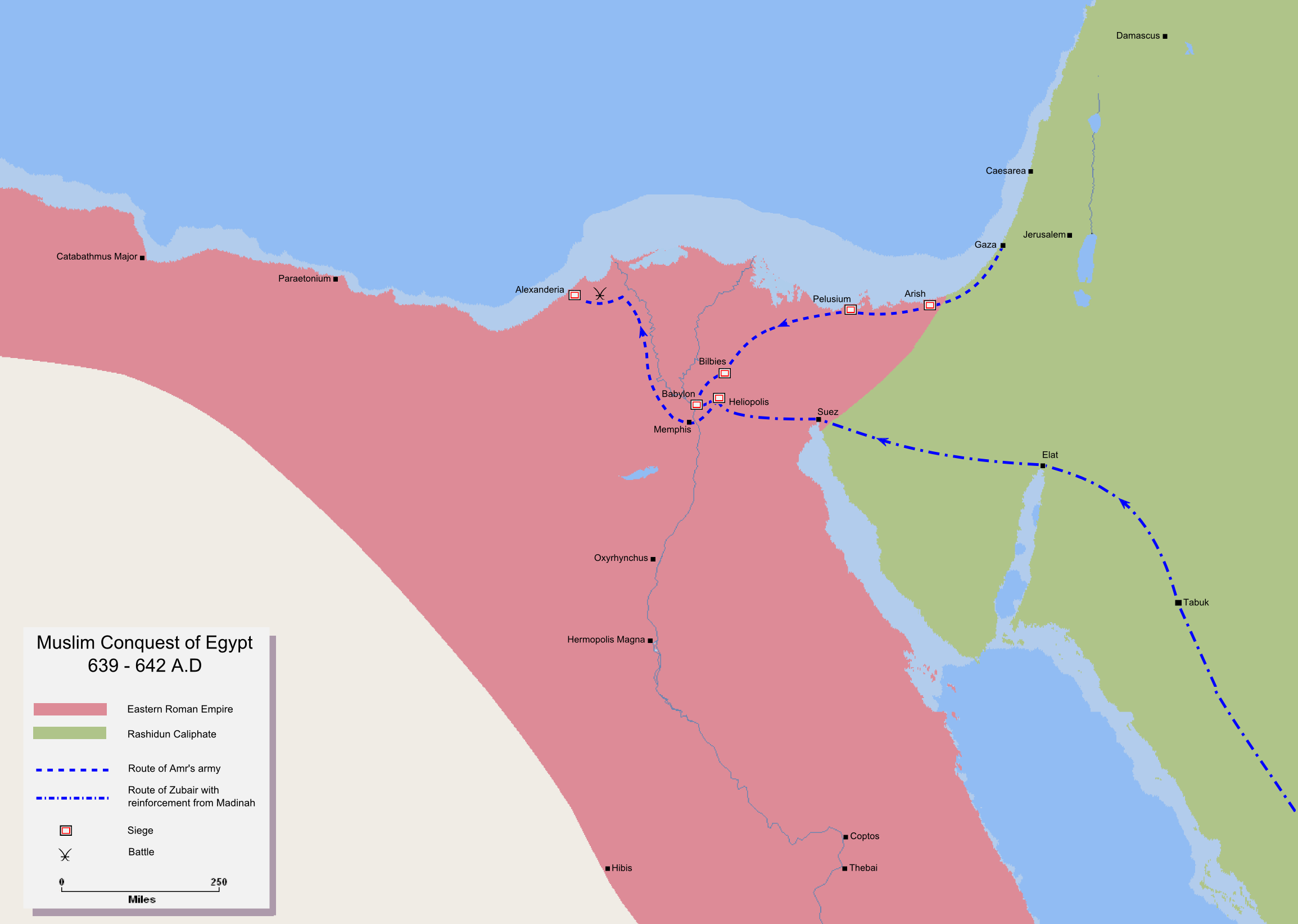
穆斯林对埃及的征服

阿姆鲁以巴勒斯坦为基地，开始了对埃及的征服，他在皈依伊斯兰教前就已关注埃及，意识到了其在国际贸易中的重要性。传统的伊斯兰记载认为哈里发欧麦尔勉强批准了他的进攻计划，也有一些说法认为阿姆鲁没有获得许可就擅自发动了进攻。639年12月12日，阿姆鲁率领一支仅有4千名骑兵，且没有攻城武器的部队到达埃及边境要塞阿里什，花费一个月时间攻占了战略要地培琉喜阿姆，然后又同样用一个月攻占了比勒拜斯。
阿姆鲁军随后在尼罗河三角洲南端被拜占庭的巴比伦要塞阻挡，他向欧麦尔请求支援。欧麦尔派遣穆罕默德的同伴祖拜尔·本·阿瓦姆率4千军队前往，援军于640年6月与阿姆鲁会合，两支军队都由阿姆鲁指挥。在赫利奥波利斯战役中，他领军大胜拜占庭人，乘势攻占了孟菲斯并包围了巴比伦要塞。包围过程中，亚历山大牧首，实际上的埃及总督居鲁士试图和谈，但拜占庭皇帝希拉克略反对和谈并召回了居鲁士。尽管要塞守军英勇抵抗，但641年2月，希拉克略的死讯传来，守军军心动摇。谈判后，阿姆鲁允许守军于4月9日离开要塞退回埃及首府亚历山大。几个部将被阿姆鲁派去占领埃及其他地区， 其中哈里杰·本·胡扎法攻占了中埃及的法尤姆绿洲、俄克喜林库斯、赫尔墨波利斯和艾赫米姆等地以及上埃及的一些村庄。

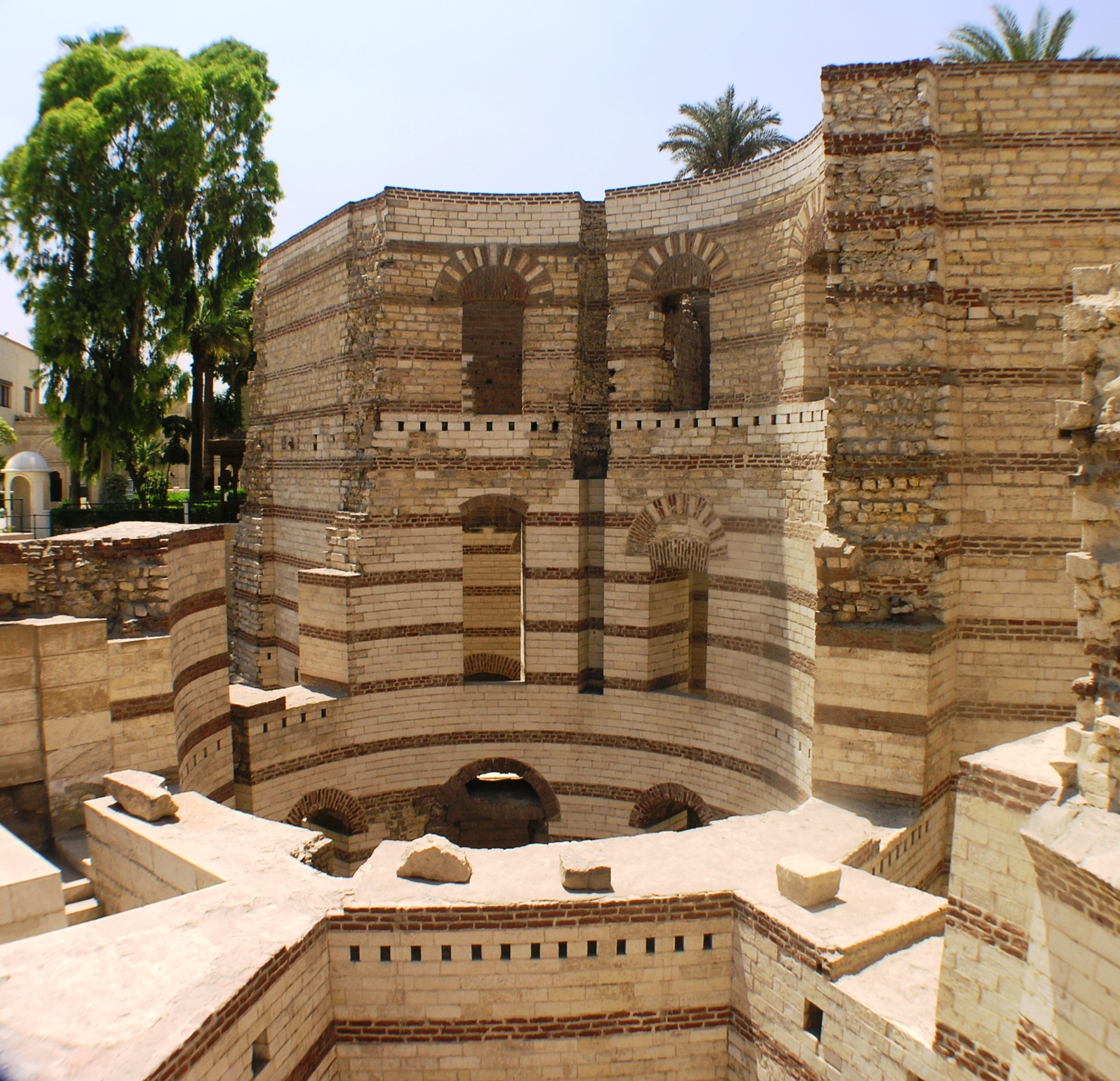
巴比伦要塞遗迹（2008）

641年底，阿姆鲁包围了亚历山大，之前被免职的居鲁士在新帝即位后回到埃及，他与阿姆鲁在巴比伦堡垒进行谈判，阿姆鲁承诺保证市民的安全，但要向他们征收吉兹亚，亚历山大最终在642年11月投降。攻占亚历山大后，阿姆鲁以一封著名的信向欧麦尔报告自己的胜利：
我已夺取一座城市，我不过多描绘了，我这样说就够了：城里有四千座别墅，四千家浴场，四万个纳人丁税的犹太人，四百个皇家的娱乐场所。
在接下来的三年里，一些拜占庭、科普特和阿拉伯记载证明这座城市并没有被阿拉伯人牢牢控制。645年，趁欧麦尔死后穆斯林内部不稳，拜占庭皇帝君士坦斯二世派将领曼努埃尔率海军攻打亚历山大，拜占庭军在战斗中取得胜利，歼灭了亚历山大的阿拉伯驻军。拜占庭军继续向尼罗河三角洲进攻，但在尼基乌战役中被阿姆鲁击败，646年夏天，他再次攻占亚历山大，拜占庭远征军几乎全军覆没，曼努埃尔被杀，穆斯林军胜利后又屠杀了许多市民。此战之后，穆斯林军在埃及的统治趋于稳定。
与拜占庭军的混乱形成鲜明对比的是阿姆鲁军队的的令行禁止，为了保持协调，阿姆鲁还经常与哈里发欧麦尔商议军事。在围攻巴比伦要塞的过程中，缺乏攻城武器的阿姆鲁充分扬长避短，用自己的游牧骑兵发动突袭，快速穿越沙漠和绿洲，切断敌军补给线进行消耗战，同时使用定居者步兵保持包围。历史学家瓦西列斯·克里斯蒂德斯（Vassilios Christides）认为阿姆鲁“通过巧妙的战略战术，弥补了自己在人数和装备上的劣势”，尽管缺乏“明确长期的计划……但他们保持行动灵活”。

### 进攻昔兰尼加与的黎波里塔尼亚
642年亚历山大沦陷后，阿姆鲁向西远征，绕过三个拜占庭帝国的坚固沿海要塞：帕莱托尼乌姆（今马特鲁港）、阿波罗尼亚和托勒密，直接攻占了巴尔卡，到达昔兰尼加的托尔卡（Torca）城。年底，阿姆鲁的骑兵向的黎波里塔尼亚发起进攻，的黎波里城防守严密，港口中还停泊着一支拜占庭舰队，穆斯林军缺乏攻城武器，只能像在埃及那样发起漫长的围攻。一个月之后，穆斯林军发现了城墙上的一个弱点，从而攻陷并洗劫了城市。随后在642或643-644年，这一地区的拜占庭守军和大部分居民坐船撤走。阿姆鲁攻占的黎波里后数年，此城又被拜占庭军夺回，但除了于690年被拜占庭军短暂夺回外，昔兰尼加和的黎波里塔尼亚以南的宰维拉等地仍由穆斯林控制。阿拉伯人对北非的征服直到哈里发马利克的时代（8世纪初）才最终完成。

### 主政埃及
历史学家韦辛克指出，阿姆鲁全面掌握着埃及的行政、司法和财政。围攻巴比伦要塞期间，阿姆鲁在要塞附近建立了一个营地，攻占亚历山大后，他本想在那里建立统治，但哈里发欧麦尔拒绝了这一提议，他的理由是，亚历山大在尼罗河西岸，而哈里发的军队与哈里发本人不应该被水隔开。所以，完成埃及的征服后，阿姆鲁将巴比伦要塞附近的营地建设成了一座“驻军城镇”，命名为福斯塔特，它也成为阿拉伯人在埃及建立的第一座城镇。这座城镇位于尼罗河东岸，三角洲的南端，东临沙漠，具有控制上下埃及的战略意义。在巴比伦要塞，阿姆鲁也设置了驻军，以雇佣并监督在巴比伦的由科普特人（本地基督徒）组成的官僚团体，这些人在新政府日常事务的管理上发挥了重要作用。
阿姆鲁开始用泥砖和烤砖修建福斯塔特城，在赫尔墨波利斯发现的7世纪40年代的文件记录了政府的命令：将建筑材料运往巴比伦要塞以建设新城。规划中，新城建在尼罗河以东1-2公里处，南北延伸5-6公里。城市的土地被分给阿姆鲁旗下军队的各个部分，古来氏族人、辅士们及阿姆鲁的私人卫队（阿拉伯语称阿赫·拉耶Ahl al-Rāya，其中包括一些因姻亲关系追随阿姆鲁的巴希部落人）得到了优先分配权。也有文件记载称，阿姆鲁并没有主动去分配土地，而是各部族人提出了自己的要求，所以他组织了一个委员会来解决土地纠纷。在新城的中心，阿姆鲁建造了一座会众清真寺，后来此清真寺就被称为阿姆鲁·本·阿斯清真寺，原建筑在827年被改建并扩展。在清真寺东面，阿姆鲁修建了自己的住宅，很可能也作为他的统治中枢使用。
在亚历山大城西北部，阿姆鲁也建立了一座会众清真寺，后来也以他的名字命名，645年拜占庭帝国第二次占领亚历山大前，他还修建了一座名为“仁慈”的清真寺，但现都已不存，也无法确定其位置。在会众清真寺旁，阿姆鲁拥有一座堡垒，后来他将其捐出供政府使用。阿姆鲁建立的这些建筑成为了亚历山大阿拉伯定居区的政治和社会中心。阿姆鲁在亚历山大的驻军数量变化不定，主要是来自阿兹德和法赫姆两个部落的1千名士兵，每半年轮换四分之一。
按照641年与拜占庭总督居鲁士签订的合约，阿姆鲁向每个非穆斯林成年男子征收两个金币的吉兹亚（异教税），在欧麦尔哈里发的批准下，他还要求居民定期提供小麦、蜂蜜、油和醋，作为给阿拉伯军队的生活补贴。他把这些物品存放在一个名叫代尔·里兹格（dār al-rizq）的仓库里。在普查穆斯林数量后，他要求全体埃及人每年向每个穆斯林提供一套衣物，包括高档刺绣羊毛长袍（阿拉伯人非常珍视埃及长袍）、长斗篷、头巾、西瓦尔裤与鞋子。643年1月8日的一份希腊语纸莎草纸上盖着阿姆鲁的印章（斗牛图案），文件中，阿姆鲁命令一个埃及村庄提供饲料和面包给他的部队。历史学家马丁·希德认为，没有证据能表明阿姆鲁采取了措施来简化埃及原有的繁琐的财政系统，且他的征服使得这一财政体系更加容易被滥用。
进入亚历山大后，阿姆鲁邀请科普特牧首本雅明返回城市，在信仰正统教义的居鲁士统治时期，他因其一性论信仰流亡在外。本雅明与阿姆鲁保持着密切的联系，他主持恢复了纳吞谷中的修道院，包括著名的圣马卡里乌斯修道院。历史学家休·肯尼迪指出：“本雅明发挥了重要的作用，他在科普特教会的存亡关头挽救了它，成功把它融入了阿拉伯人的统治体制。”

### 解职
作为地方长官，阿姆鲁享有相当大的自主权，保留了埃及的大部分税收来为其驻军谋福利，但在哈里发欧麦尔的压力下，一部分收入也被麦地那政府收回。他个人也从中积累了大量财富，尽管其中的一部分曾在欧麦尔的命令下被穆罕默德·本·麦斯莱拉没收。之后的某一时间，哈里发又剥夺了阿姆鲁对上埃及的管辖权，任命阿卜杜拉·本·萨尔赫管理这一地区。
欧麦尔的继承者奥斯曼最初承认阿姆鲁的地位，并把自己同父异母的姐妹乌姆·库勒苏姆·宾特·乌克巴嫁给他。但奥斯曼又于645或646年命令阿姆鲁交出埃及的财政权，将其交给阿卜杜拉·本·萨尔赫，后者也是奥斯曼的亲戚，阿姆鲁只保留军权。二人很快都向奥斯曼抱怨对方不称职，随后奥斯曼决定收回阿姆鲁的一切权利，阿卜杜拉成为唯一总督。新总督在旧拜占庭财政制度的基础上改变了埃及的财政模式，削减了埃及阿拉伯人的财政特权，并把余款交回麦地那。这一政策引起了当地阿拉伯驻军、官员与贵族的不满，按马丁·西德的话说，他们“被剥夺了一直享有的自我致富的机会”。在古来氏族人穆罕默德·本·阿布·胡宰法的带领下，他们于654或655年发起了公开反对奥斯曼和阿卜杜拉的活动。

## 反对哈里发奥斯曼
被解职后阿姆鲁回到麦地那，与乌姆·苏勒库姆（奥斯曼的姐妹）离婚，开始公开批评奥斯曼。奥斯曼与阿姆鲁之间随后发生了一系列公开的激烈对峙，传统的阿拉伯文献记载阿姆鲁煽动穆罕默德的亲信阿里、祖拜尔、泰勒海·本·乌拜杜拉以及麦加的朝觐者反对奥斯曼。他还成功游说了穆罕默德的孀妻阿伊莎，后者以驻军满意阿姆鲁的统治为由，敦促奥斯曼恢复阿姆鲁的地位。 656年6月，奥斯曼在麦地那的一次布道以及寄给叙利亚穆斯林领袖的一封信中提到，他本愿意恢复阿姆鲁的官职，但阿姆鲁过分的侮辱使哈里发放弃了这一打算。学者马德隆认为，奥斯曼所提到的侮辱指的是阿姆鲁对奥斯曼的一个声明的公开回应，声明称，那些为抗议哈里发的政策而来到麦地那的埃及军人是被误导了；阿姆鲁对此的回应则是：“要敬畏真主，奥斯曼，你越过的深渊是我们和你一起越过的，所以要让我们悔改，你就要先向真主悔改。”。
结束与奥斯曼的对峙后，阿姆鲁退居他在巴勒斯坦南部的庄园。此庄园位于“萨卜（Al-sab）”地区，名为“阿季兰（Ajlan）”，据现代历史学家迈克尔·莱克（Michael Lecker）及中世纪学者雅古特·哈迈维和拜拉祖里的观点，此庄园大概在现代的贝尔谢巴，也可能是在拜特·吉布林。这片地可能是哈里发赐给他的，也可能是他在征战巴勒斯坦时占有的。阿姆鲁和儿子穆罕默德和阿卜杜拉一起住在庄园里。享有租税。
656年6月，哈里发奥斯曼被来自埃及等地的反叛者包围并被刺杀，当时大约有400-600名埃及军人在麦地那发动抗议，批评奥斯曼的财政政策，指责他只顾亲戚们的利益（奥斯曼属倭马亚家族）而忽略早期伊斯兰皈依者。哈里发说服他们撤退，但叛军又截获了奥斯曼的一封信，信中奥斯曼命令埃及总督阿卜杜拉·本·萨尔赫惩罚这些军人；愤怒的叛军转身袭击奥斯曼的住宅，并杀死了他。中世纪学者拜拉祖里称，阿姆鲁暗中参与了此事件。之后阿里接任哈里发，但他也没有恢复阿姆鲁的官职。倭马亚家族认为阿姆鲁是杀害奥斯曼的幕后黑手之一，尤其是奥斯曼的兄弟瓦利德·本·乌克巴。但同属倭马亚家族，管辖范围包括巴勒斯坦的叙利亚总督穆阿维叶却允许阿姆鲁继续平静地在巴勒斯坦居住。尽管如此，阿姆鲁面对倭马亚家族的压力，仍需尽力与此事件撇开关系，他写信给穆阿维叶，要求处决或流放途径叙利亚时被穆阿维叶逮捕的埃及反叛者。

## 与穆阿维叶联合
哈里发阿里上任后面临着不少反对者，他先是于656年11月的骆驼之战中击败了祖拜尔、泰勒海和阿伊莎，此后，坚持反对阿里的穆阿维叶成为他的主要敌人。这种情况下，穆阿维叶请来阿姆鲁，与他商讨共同反对阿里的问题。阿姆鲁要求事成之后穆阿维叶授予他埃及的终身统治权，在弟弟乌塔巴·本·阿比·素福彦的劝告下，穆阿维叶同意了这一条件。随后由阿姆鲁的释奴瓦尔丹（Wardan）执笔，二人在耶路撒冷缔结了公开协议，阿姆鲁宣布效忠穆阿维叶，作为回报，得到埃及的统治权。学者马德隆认为两人的联盟形成了一股强大的政治力量，并推测，穆阿维叶想从阿姆鲁的政治智慧、实战经验与战略眼光中获益，同时也想把埃及变为支持自己的坚实基地。接下来，阿姆鲁成为穆阿维叶的首席顾问，为了阻止在埃及的阿里支持者攻击叙利亚，他建议穆阿维叶宽恕占据巴勒斯坦，曾夺取地方金库的朱德哈姆氏族酋长纳提尔·本·盖斯以拉拢他，纳提尔随后加入了穆阿维叶一派；他还建议穆阿维叶亲自率军与阿里对抗，穆阿维叶接受了这一建议，于657年5月末开始进军。 
6月初，阿里的部队到达拉卡城南边的绥芬（Siffin）地带，穆阿维叶的先锋阿布·阿瓦尔拒绝让他们使用水源，阿里为此提出抗议。阿姆鲁劝穆阿维叶接受阿里的要求，以免本来缺乏斗志的阿里军因缺水而团结起来，但被拒绝。随后两军爆发战斗，在被称为“幼发拉底之日”的一场小规模战斗中，阿里军击败了阿姆鲁和阿瓦尔。随后的绥芬战役中，阿姆鲁担任骑兵指挥，有时也亲自上阵厮杀。一次，他在自己的长矛上挂上穆罕默德送给他的黑色织物，以示他的指挥权是先知授予的。
阿里军在战场上逐渐获得优势，阿姆鲁向穆阿维叶提议，让士兵们把《古兰经》中的篇章绑在矛尖上，向阿里军表示愿意以谈判解决问题。事实证明，这一计谋非常有效，不仅使敌军在占上风的时候放弃了战斗，还在阿里的支持者中制造了矛盾。阿里的部队多数希望和谈，阿里也只能同意，穆阿维叶派阿姆鲁前去与阿里的代表阿布·穆萨·艾什尔里谈判。阿姆鲁也曾与阿里本人会面，两人互相辱骂，但阿里还是同意了阿姆鲁于8月2日提出的初步协议，即阿里与穆阿维叶都放弃哈里发头衔（穆阿维叶已自称哈里发）。这实际把阿里和穆阿维叶放到了平等的位置上，从而削弱了阿里的领导权力。
阿姆鲁和阿布穆萨会面两次以达成最终协议，先是在杜马特·贾达尔，第二次在乌兹鲁赫。第一次会面时，阿姆鲁成功使对方承认奥斯曼是被错误杀害的（一种观点认为是阿里指使人杀害了奥斯曼，穆阿维叶正是以为奥斯曼报仇为由起兵反对阿里），这一成果使得叙利亚更加坚定地支持穆阿维叶。第二次会面中，讨论了哈里发头衔的问题，但没有得出成果，会议以暴力收场：双方发生斗殴，一个阿里支持者试图攻击阿姆鲁，但被他的儿子挡开。会议后，阿布·穆萨退居麦加，阿姆鲁回到叙利亚，658年4月或5月，阿姆鲁违反协议，和叙利亚人一起正式承认穆阿维叶为哈里发（信士们的长官）并宣誓向他效忠。因此，阿里在之后的晨祷讲话中开始诅咒阿姆鲁，他也成为了阿里支持者们讽刺嘲笑的对象

## 重返埃及
656-657年的埃及总督穆罕默德·本·阿布·胡宰法本是叛军首领（见上文），在奥斯曼死后，他掌控了埃及，后他被阿里罢免，穆阿维叶和阿姆鲁成功将其诱至阿里什并逮捕处死了他，但他们没有进一步进攻埃及。阿里派来的新总督盖斯·本·赛义德·安萨里则在657年底被召回，因为阿里担心他会倒向穆阿维叶一边；第三位总督马利克·阿什塔尔在上任途中在苏伊士被穆阿维叶的刺客毒死。第四位总督穆罕默德·本·阿布·伯克尔是第一位哈里发阿布·伯克尔之子，并被阿里认作养子，到达埃及后，他烧毁了两位支持哈里发奥斯曼（反对阿里）的驻军首领穆阿维叶·本·胡代杰·基迪和麦斯莱麦·本·穆哈拉德·安萨里的房屋，逮捕了他们的家属。这两位首领决定向穆阿维叶求援，穆阿维叶随即派阿姆鲁率4千-6千名士兵前往埃及。尽管阿姆鲁已离开埃及13年，当地的驻军仍然支持他，658年7月或8月，他在赫利奥波利斯与福斯塔特之间的穆萨纳（al-Musannah）击败敌军，占领福斯塔特。伊本·胡代杰抓住了总督穆罕默德，穆罕默德的兄长阿卜杜拉赫曼·本·阿布·伯克尔曾请求阿姆鲁饶弟弟一命，但尽管阿姆鲁表示反对，旧总督还是被胡代杰处死。
根据之前的协议，穆阿维叶任命阿姆鲁为埃及终身总督，且拥有相当大的自主权，比起下属，更像是穆阿维叶的盟友，穆阿维叶则于661年阿里被刺杀，其子哈桑退位后自称哈里发，建立倭马亚王朝。同年1月22日，阿姆鲁躲过了哈瓦利吉派信徒的刺杀，他们在主麻日上，错把他的副手哈里杰·本·胡扎法认成总督本人，并把他杀死。刺客被带到阿姆鲁面前，阿姆鲁说：“你想杀死我，但真主想要的是哈里杰！”随后亲手杀死了凶手。
哈里发允许阿姆鲁在支付军队津贴和行政费用后，自己保留剩下的收入。他以从叙利亚带来的军队增加了福斯塔特的驻军，使之达到1万5千人。按历史学家克莱夫·福斯（Clive Foss）的说法，阿姆鲁享有很大的独立性和特权，成功地统治了埃及，直到他去世。

## 死亡与评价

哈里发国及周边国家的地图，图中以红色圈出的地区——巴勒斯坦、埃及、昔兰尼加、的黎波里塔尼亚都是由阿姆鲁征服的

阿姆鲁后自然死亡，死时超过90岁，关于他的死亡日期，有几种不同的说法，最可信的记载称他死于伊斯兰历43年（公历663-664年）。死后，阿姆鲁被葬于福斯塔特东边的莫卡塔姆山脚下。由于早期穆斯林不愿为死者的墓地做标记，今天我们也无法辨认阿姆鲁坟墓的具体位置。阿姆鲁的遗产有70袋金币，但他的儿子阿卜杜拉和穆罕默德都拒绝继承这笔财富，这些钱最终被穆阿维叶没收。阿卜杜拉接替阿姆鲁做了几星期的总督，之后埃及由穆阿维叶的兄弟乌塔巴·本·阿比·苏富扬接管。
阿拉伯记载和科普特记载对阿姆鲁的评价以积极为主。9世纪的伊本·阿布达·哈卡姆作为穆斯林征服埃及历史的主要记载者，赞扬了阿姆鲁征服埃及的成就，并指出他在正统哈里发时代和倭马亚时代都努力地维护了埃及驻军及其家属的利益。他被誉为是“早期阿拉伯人中的四位政治天才之一”，传统埃及-阿拉伯记载称阿姆鲁曾被穆罕默德亲自赞扬，在临终前，阿姆鲁成为了一个智慧而虔诚的人。与阿姆鲁同时代的科普特史家尼基乌的约翰虽称“阿姆鲁对埃及人没有怜悯，并且违反了与他们签订的协议”，但他也说“阿姆鲁按固定的金额征税，没有掠夺教会的财富，在他的有生之年，没有做出强抢或掠夺人民财富的行为”。历史学家肯尼迪说：“作为一名指挥官和政治家，他的能力毋庸置疑，但他的公正和正直也是值得称赞的”。阿姆鲁以区区两年时间就征服了埃及，在穆斯林征服中也算得上是最快的。尽管在之后的几个世纪里，阿拉伯人与穆斯林在埃及仍居少数，但直到今天，埃及仍是一个由穆斯林统治的国家。

## 后裔
阿姆鲁在巴勒斯坦的地产直到10或11世纪都掌握在他的后人手里，他的孙女乌姆·阿卜杜拉·宾特·阿卜杜拉嫁给了685-705年间在任的埃及总督阿卜杜拉·阿齐兹·本·麦尔旺，与他生下了两个儿子苏海尔（Suhayl）和萨赫（Sahl），以及两个女儿萨赫拉（Sahla）和乌姆·哈卡姆（Umm al-Hakam）。750年阿拔斯王朝消灭倭马亚王朝后，阿姆鲁家在麦地那的地产被没收，但由于他的曾孙女阿比达·哈萨纳·宾特·舒阿比·本·阿卜杜拉与阿拔斯家族成员侯赛因·本·阿卜杜拉·本·乌卜杜拉·本·阿拔斯结婚，这片地产又被交还给阿姆鲁的后人。

## 脚注
1. 1 2 3 4 5  Foss, Clive. . Bulletin of the School of Oriental and African Studies. 2009, 72 (1): 3. JSTOR 40378842. doi:10.1017/S0041977X09000019.
2. 1 2 3 4 5 6 7 8  Wensinck 1960，第451頁.
3. ↑  Lecker 1989，第24–25頁.
4. ↑  Lecker 1989，第25頁.
5. 1 2 3  Raisuddin 1981，第277頁.
6. 1 2  Lecker 1987，第25頁.
7. ↑  Lecker 1989，第25–26頁.
8. 1 2  Lecker 1989，第27頁.
9. ↑  Lecker 1989，第27, 33頁.
10. ↑  Donner 1981，第67頁.
11. ↑  Donner 1981，第65, 101–102頁.
12. 1 2  Donner 1981，第102頁.
13. 1 2 3  Donner 1981，第104頁.
14. 1 2  Lecker 1989，第28頁.
15. 1 2  Lecker 1989，第28, note 34頁.
16. ↑  Lecker 1989，第27–28頁.
17. ↑  Donner 1981，第104–105頁.
18. ↑  Donner 1981，第111頁.
19. ↑  Donner 1981，第114頁.
20. ↑  Mayerson 1964，第160, note 14頁.
21. 1 2 3 4  Donner 1981，第115頁.
22. ↑  Mayerson 1964，第198頁.
23. ↑  Kennedy 2007，第73頁.
24. ↑  Donner 1981，第118–119頁.
25. ↑  Mayerson 1964，第195, note 126頁.
26. 1 2 3  Sourdel 1965，第910頁.
27. ↑  Donner 1981，第129頁.
28. ↑  Sourdel 1965，第910–911頁.
29. ↑  Donner 1981，第153頁.
30. ↑  Donner 1981，第136頁.
31. 1 2 3  Donner 1981，第130頁.
32. ↑  Donner 1981，第137頁.
33. ↑  Donner 1981，第131頁.
34. ↑  Donner 1981，第131–132頁.
35. ↑  Kennedy 2007，第96頁.
36. ↑  Donner 1981，第133–135頁.
37. 1 2  Sourdel 1965，第911頁.
38. 1 2  Donner 1981，第151頁.
39. ↑  Kennedy 2007，第91–92頁.
40. ↑  Kennedy 2007，第88頁.
41. 1 2 3 4 5 6 7 8 9  Christides 1993，第153頁.
42. ↑  Madelung 1997，第61–62頁.
43. ↑  Kennedy 2004，第65頁.
44. 1 2  Christides 1993，第154頁.
45. ↑  Christides 1993，第153–154頁.
46. 1 2  Bruning 2018，第90頁.
47. ↑  Christides 1993，第154–155頁.
48. ↑  Bruning 2018，第27頁.
49. ↑  希提, P.K. . 由马坚翻译. 北京: 商务印书馆. 1979: 191. OCLC 866268465.
50. ↑  Bruning 2018，第40–42頁.
51. ↑  Bruning 2018，第40頁.
52. ↑  Kennedy 2007，第162頁.
53. ↑  Bruning 2018，第43頁.
54. ↑  Christides 1993，第155頁.
55. 1 2 3  Christides 1993，第156頁.
56. 1 2 3 4 5  Christides 2000，第212頁.
57. 1 2  Jomier 1965，第957頁.
58. ↑  Kennedy 2004，第67頁.
59. 1 2 3 4 5  Foss, Clive. . Bulletin of the School of Oriental and African Studies. 2009, 72 (2): 268. JSTOR 40379004. doi:10.1017/S0041977X09000512.
60. 1 2  Bruning 2018，第24頁.
61. ↑  Bruning 2018，第24, note 10頁.
62. ↑  Akbar 1989，第26頁.
63. 1 2  Scanlon 1968，第188頁.
64. ↑  Jomier 1965，第957–958頁.
65. ↑  Bruning 2018，第30–31頁.
66. 1 2  Jomier 1965，第958頁.
67. 1 2  Bruning 2018，第31頁.
68. ↑  Akbar 1989，第26–27頁.
69. ↑  Bruning 2018，第33–34頁.
70. ↑  Bruning 2018，第33, note 56頁.
71. ↑  Foss, Clive. . Bulletin of the School of Oriental and African Studies. 2009, 72 (2): 271. JSTOR 40379004. doi:10.1017/S0041977X09000512.
72. ↑  Bruning 2018，第35頁.
73. ↑  Bruning 2018，第35–36頁.
74. ↑  Bruning 2018，第39頁.
75. 1 2  Foss, Clive. . Bulletin of the School of Oriental and African Studies. 2009, 72 (1): 17. JSTOR 40378842. doi:10.1017/S0041977X09000019.
76. 1 2  Foss, Clive. . Bulletin of the School of Oriental and African Studies. 2009, 72 (1): 17–18. JSTOR 40378842. doi:10.1017/S0041977X09000019.
77. ↑  Trombley 2013，第29–30頁.
78. 1 2 3  Hinds 1972，第453頁.
79. 1 2  Kennedy 2007，第163頁.
80. 1 2  Kennedy 2007，第164頁.
81. ↑  Kennedy 2004，第69頁.
82. ↑  Madelung 1997，第62, 112 note 163頁.
83. ↑  Lecker 1989，第29頁.
84. 1 2  Lecker 1989，第29, note 49頁.
85. 1 2 3  Kennedy 2004，第74頁.
86. ↑  Hinds 1972，第453–454頁.
87. ↑  Hinds 1972，第454頁.
88. ↑  Madelung 1997，第90頁.
89. ↑  Madelung 1997，第91頁.
90. ↑  Madelung 1997，第91–92頁.
91. ↑  Madelung 1997，第92頁.
92. ↑  Lecker 1989，第31–32, 36頁.
93. ↑  Lecker 1989，第32–33頁.
94. ↑  Lecker 1989，第36頁.
95. ↑  Blakely 2010，第217頁.
96. ↑  Blakely 2010，第211, 213, 217頁.
97. ↑  Lecker 1989，第37頁.
98. ↑  Lecker 1989，第31–32, 37頁.
99. ↑  McDonald 1987，第107頁.
100. ↑  Faizer 2011，第101頁.
101. ↑  Faizer 2011，第418頁.
102. ↑  Lecker 1989，第31–32頁.
103. ↑  Madelung 1997，第186頁.
104. 1 2  Madelung 1997，第187頁.
105. ↑  Madelung 1997，第152頁.
106. ↑  Madelung 1997，第185頁.
107. ↑  Madelung 1997，第186–187頁.
108. 1 2 3 4  Madelung 1997，第196頁.
109. ↑  Lecker 1989，第30, note 61頁.
110. ↑  Madelung 1997，第197頁.
111. 1 2  Kennedy 2004，第78頁.
112. 1 2  Madelung 1997，第224頁.
113. ↑  Madelung 1997，第225–226頁.
114. ↑  Madelung 1997，第226–227頁.
115. ↑  Madelung 1997，第227頁.
116. ↑  Madelung 1997，第237頁.
117. ↑  Lecker 1997，第554頁.
118. 1 2  Madelung 1997，第238頁.
119. ↑  Madelung 1997，第242–243頁.
120. ↑  Kennedy 2004，第78–79頁.
121. ↑  Madelung 1997，第254–255頁.
122. ↑  Madelung 1997，第256頁.
123. ↑  Madelung 1997，第257頁.
124. ↑  Madelung 1997，第257, 258 note 440頁.
125. ↑  Wellhausen 1927，第95–96頁.
126. ↑  Kennedy 1998，第68–69頁.
127. ↑  Wellhausen 1927，第96頁.
128. 1 2 3 4 5 6  Kennedy 1998，第69頁.
129. ↑  Madelung 1997，第267頁.
130. ↑  Hawting 1996，第157頁.
131. ↑  Kennedy 2004，第80, 83頁.
132. 1 2  Hawting 1996，第223–224頁.
133. ↑  Lecker 1989，第29, note 50頁.
134. 1 2 3 4 5 6 7 8 9  Kennedy 2007，第165頁.
135. ↑  Kennedy 2007，第139–140頁.
136. ↑  希提, P.K. . 由马坚翻译. 北京: 商务印书馆. 1979: 186. OCLC 866268465.
137. ↑  Charles, Robert H. . 1913.
138. ↑  Lecker 1989，第31頁.
139. ↑  Muhammad ibn Sa'd 1904–1940，第9–11頁.
140. ↑  Bewley 2000，第153頁.
141. ↑  Sijpesteijn 2014，第183頁.
142. 1 2  Elad 2016，第156–157頁.